# Эрдостеин
Эрдостеин — отхаркивающее средство, производное тиола, разработанное для лечения хронического обструктивного бронхита, включая острое инфекционное обострение хронического бронхита. Эрдостеин содержит две заблокированные сульфгидрильные группы, которые высвобождаются после первого прохождения метаболизма. Три активных метаболита проявляют муколитическую и свободнорадикальную активность. Эрдостеин модулирует выработку слизи, уменьшает вязкость и увеличивает мукоцилиарный транспорт, тем самым улучшая отхаркивание. Он также проявляет ингибирующую активность против воздействия свободных радикалов, производимых сигаретным дымом.
Клинические исследования показали эффективность и переносимость препарата у людей с хронической обструктивной болезнью легких (ХОБЛ). Эрдостеин при приеме 300 мг два раза в день уменьшал кашель и вязкость мокроты быстрее и эффективнее, чем плацебо, и снижал адгезивность мокроты более эффективно, чем бромгексин 30 мг два раза в день.
Совместное применение эрдостеина и амоксициллина у больных с острым инфекционным обострением хронического бронхита приводило к более высоким концентрациям антибиотика в мокроте, что приводило к более раннему и выраженному улучшению клинических симптомов по сравнению с плацебо.

## Фармакология

### Фармакодинамика
Эрдостеин представляет собой пероральную мукоактивную антиоксидантную молекулу, характеризующуюся многогранным фармакологическим профилем, который может положительно влиять на патологические процессы, протекающих при всех респираторных заболеваниях, характеризующихся увеличение вязкости или увеличением выработки слизи, повышенным окислительным стрессом и хроническим воспалением. Важной особенностью фармакологического профиля эрдостеина является его синергизм с антибиотиками. Обладает антиоксидантным эффектом, а именно подавляет окислительные процессы в дыхательных путях, развивающиеся при остром и хроническом воспалении, и оказывает противовоспалительное действие.
Эрдостеин эффективен при острых формах заболеваний верхних дыхательных путей (ОРВИ) и инфекций нижних дыхательных путей (ИНДП), а также при хроническом бронхите. Эрдостеин оказывает защитное действие против перекисного окисления липидов (у курильщиков, пациентов с ХОБЛ), увеличивая доступность эндогенных антиоксидантов.

### Фармакокинетика
Фармакокинетические параметры эрдостеина сопоставимы после однократного и многократного приёма, поэтому при повторном введении не происходит накопления или метаболической активации.

## Применение
Клинические исследования показывают, что эрдостеин эффективен при лечении острых и хронических заболеваний поражений верхних и нижних дыхательных путей с гиперсекрецией слизи. Он регулирует вязкость, эластичность и объём мокроты, что позволяет удалять слизь из дыхательных путей.

### Антиадгезивная активность
Эрдостеин способен препятствовать бактериальной адгезии. Это происходит за счёт разрушения молекулы белка пилина на поверхности бактериальной клетки, необходимого для прикрепления бактерии к эпителию дыхательных путей.
Эрдостеин проявлял синергическую активность in vivo и in vitro с антибиотиками против бактериальной адгезивности у пациентов с респираторными инфекциями. В клинических исследованиях подчёркивается, что при применении в комбинации с антибиотиками эрдостеин не влияет на их активность, а улучшает их действие, вызывая повышение терапевтической эффективности.

### Муколитическая активность
Эрдостеин используется в качестве муколитического препарата при заболеваниях верхних и нижних дыхательных путей. Он уменьшает симптомы, связанные с хронической обструктивной болезнью лёгких. Эрдостеин проявляет важную мукорегулирующую активность (уменьшает объём, вязкость и эластичность мокроты), а также положительно влияет на мукоцилиарный клиренс. Исследования показывают, что эрдостеин действует более активно по сравнению с другими мукорегулирующими препаратами (такими как N-ацетилцистеин, амброксол).

### Хроническая обструктивная болезнь лёгких
Длительное лечение эрдостеином (6-8 месяцев) может снизить риск обострений и госпитализаций, а так же улучшить качество жизни пациентов. Эти данные согласуются с данными из международной литературы, которая поддерживают использование мукоактивных средств у пациентов с гиперсекреционными хроническими заболеваниями лёгких, особенно в зимние месяцы. Исследования показали, что эрдостеин, в том числе и при добавление к стандартному лечению, способствует улучшению симптомов и снижает риск обострений хронического бронхита и ХОБЛ. Кроме того, эрдостеин уменьшает продолжительность обострения и риск госпитализации из-за ХОБЛ.
Исследование RESTORE (уменьшение обострений и симптомов путём лечения пероральным эрдостеином при ХОБЛ) было многонациональным, рандомизированным, двойным слепым, плацебо-контролируемым исследованием для оценки эффективности и безопасности эрдостеина в дозе 300 мг / бид, добавляемого к обычной поддерживающей терапии, по сравнению с плацебо в течение 12 месяцев, период, достаточный, чтобы избежать смещение из-за сезонной изменчивости частоты обострений. В ходе исследования 467 пациентов со стабильной ХОБЛ средней и тяжёлой степени прошли лечение в 47 стационарных лёгочных клиниках в 10 европейских странах. После 1 года лечения наблюдалось снижение частоты обострений на 1,4 % при лечении эрдостеином. Этот результат был в основном обусловлен снижением частоты средних обострений на 57,1 %. Кроме того, лечение эрдостеином было связано с уменьшением продолжительности всех обострений на 24,6 % по сравнению с плацебо. Как по частоте обострений, так и по продолжительности, не было зарегистрировано существенных различий между пациентами, принимающими и не принимающими ингаляционные кортикостероиды.
Анализ восстановления показал, что добавление эрдостеина к поддерживающей терапии уменьшает количество лёгких обострений и продолжительность всех обострений у пациентов с ХОБЛ средней степени тяжести.
Мета-анализ, проведённый на 2753 пациентах с ХОБЛ средней степени тяжести, показывает, что профиль эффективности и безопасности эрдостеина превосходит профиль безопасности других мукорегилирующих препаратов. Кроме того, эрдостеин был единственным муколитиком, способным снизить риск госпитализации из-за обострений ХОБЛ.

### Другие виды применения
Несколько исследований демонстрируют эффективность эрдостеина при лечении бронхоэктазов с точки зрения облегчения отхаркивания.
Эрдостеин показал преимущества также при лечении хронического риносинусита с полипозом носа и среднего секреторного отита.

## Международные рекомендации
Международные рекомендации GOLD (Global Initiative for Chronic Obstructive Lung Disease — Глобальная инициатива по хронической обструктивной болезни лёгких) указывают, что регулярное лечение муколитиками, такими как эрдостеин, может уменьшить обострения и улучшить состояние здоровья пациентов с ХОБЛ.
В некоторых странах эрдостеин одобрен для лечения бронхоэктазов.

## Взаимодействие с другими лекарственными средствами
Не сообщалось о взаимодействиях с другими лекарственными средствами, поэтому препарат можно применять вместе с антибиотиками и бронходилататорами.